# CD133
 Антиген CD133  также известный как  проминин-1  — гликопротеин, который у человека кодируется геном PROM1 . Он является членом пентаспана трансмембранных гликопротеинов (5-трансмембранных белков, 5-TM), которые специфически локализуются в сотовые выступы. Хотя точная функция CD133 остается неизвестной, предполагается, что она действует в качестве организатора топологии клеточной мембраны.

## Тканевое распределение
CD133 выражен в гемопоэтических стволовых клетках, предках эндотелиальных клеток, глиобластомах, нейронных и глиальных стволовых клетках, различных педиатрических опухолях головного мозга,, а также во взрослых почках, молочных железах, трахеях, слюнных железах, плаценте, пищеварительном тракте, яичках, и в некоторых других типах клеток.

## Клиническое значение
Популяция CD133+ клеток при опухолях головного мозга считается популяцией раковых стволовых клеток (CSC), которая редко подвергается самообновлению и дифференциации и может распространять опухоли при введении мышам с ослабленным иммунитетом. Тем не менее, последующие исследования показали трудности в изоляции чистых популяций CSC. Клетки меланомы CD133+ считаются субпопуляцией CSC, играющей решающую роль в рекурентном процессе. Кроме того, клетки меланомы CD133+ являются иммуногенными и могут быть использованы в качестве вакцины против меланомы. У мышей вакцинация клетками меланомы CD133+ порождала сильную противоопухолевую активность, что приводило к уничтожению родительских клеток меланомы. Кроме того, было также выявлено, что клетки меланомы CD133+ преимущественно выражают хеликазную РНК DDX3X. Поскольку DDX3X также иммуногенный белок, против меланомы могут быть использованы те же стратегии вакцинации для создания терапевтического противоопухолевого иммунитета у мышей.

## Мутации PROM1
Мутации в гене PROM1, как было выявлено, приводят к пигментному ретиниту типа 41 и болезни Штаргардта. Экспрессия этого гена также связана с несколькими типами рака. Существует несколько вариантов транскриптов, кодирующих различные изоформы этого гена.